# Феликс Дан
Феликс Дан (на немски: Felix Dahn; също: Ludwig Sophus) e германски професор по право, историк, писател.

## Биография
Роден е на 9 февруари 1834 г. в Хамбург в семейството на германско-френски артисти. През 1850 г. завършва гимназия в Мюнхен и започва да следва право и философия в Мюнхенския университет. След доктората си чете лекции по немско право в Мюнхенския университет и става професор през 1863 г.
След това започва с исторически проучвания. Научната му книга „Кралете на германите“ излиза в 11 тома (1861 – 1909). Основател е на проучванията за Прокопий с „Прокопий Кесарийски“ (1865).
Той пише историческия роман „Борба за Рим“ („Ein Kampf um Rom“), (1876). Следват много други, някои писани заедно с втората му съпруга Тереза фон Дросте-Хюлзхоф (1845 – 1929).
Умира на 3 януари 1912 г. в Бреслау на 77-годишна възраст.

## Произведения
- 1861 – 1911 Die Könige der Germanen (Германските крале, 11 книги)
- 1865 Prokopius von Cäsarea. Ein Beitrag zur Historiographie der Völkerwanderung und des sinkenden Römertums (Прокопий Кесарийски)
- 1875 König Roderich (Крал Родерик), трагедия
- 1876 Ein Kampf um Rom (Борба за Рим), исторически роман
- 1877 Die Staatskunst der Frauen (Държавното изкуство на жените), комедия
- 1884 Die Kreuzfahrer (Кръстоносците), роман
- 1883 Urgeschichte der germanischen und romanischen Völker (Праистория на германските и романски народи, 4 книги)
- 1882 – 1901 Kleine Romane aus der Völkerwanderung (Малки романи от преселението на народите, 13 книги)
- 1893 Julian der Abtrünnige (Юлиан Апостат)
- 1902 Herzog Ernst von Schwaben (Херцог Ернст от Швабия)